# Anders Carlsson (politiker)

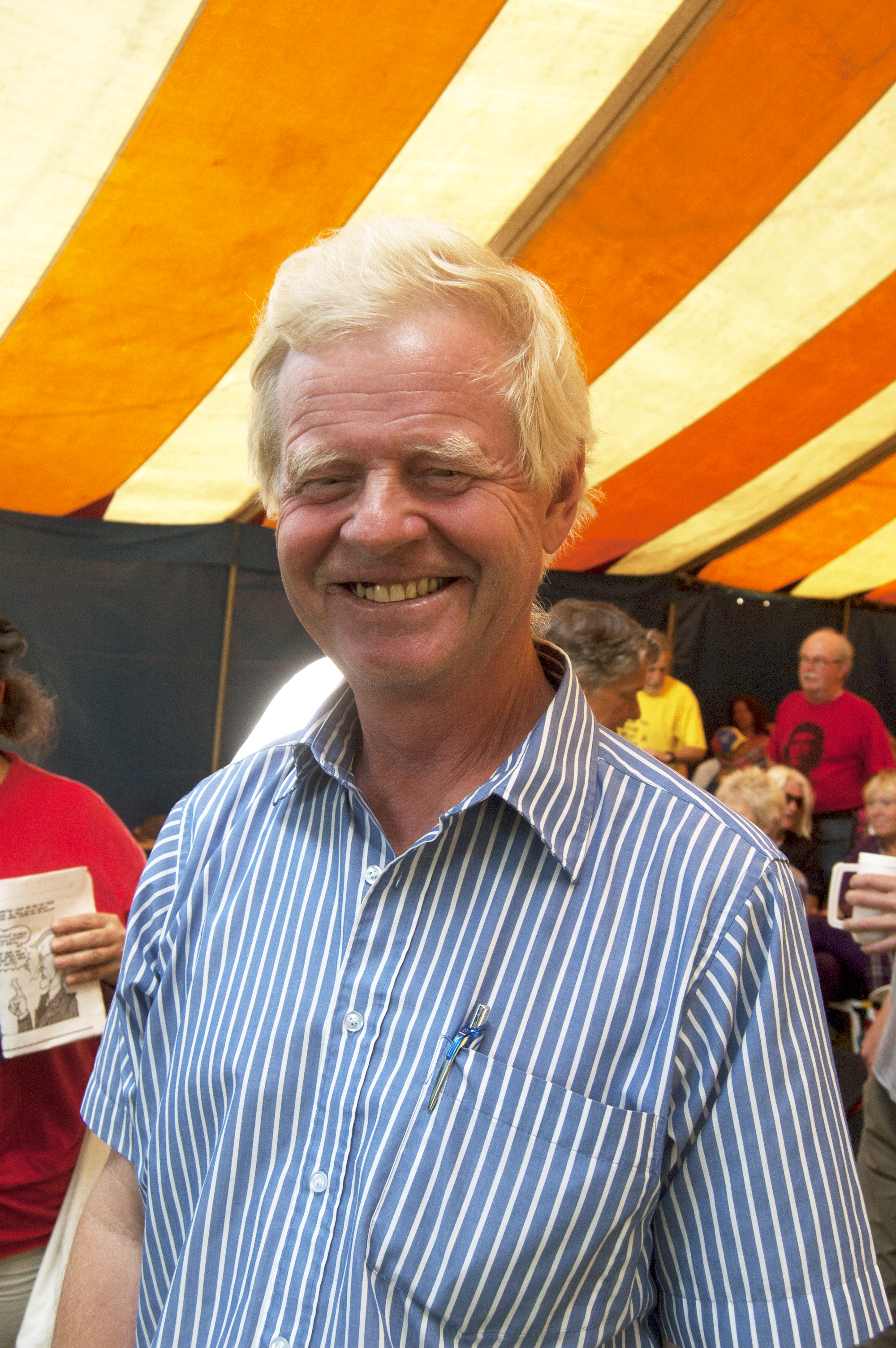
Anders Carlsson efter föredrag om socialismens demokratiska erfarenheter på kommunisternas sommarläger i Lysestrand 2011.

Nils Anders Carlsson, född 24 januari 1951 i Lundby församling i Göteborg, är en svensk politiker som var partiordförande för Kommunistiska Partiet 1999–2014. 

## Biografi
Carlsson är född på Hisingen och uppväxt där samt i Mölnlycke med en far som var sjökapten och en mor som var förskollärare samt med fyra syskon. Han bor numera på Ringön i Göteborg.
Carlsson blev invald som medlem i KFML 1969 och satt i tidningen Proletärens allra första redaktion från 1970, där han blev anställd 1972. Innan dess arbetade han inom industrin. Blev invald i centralkommittén 1981, politbyrån 1984 och ordförande i partiet 1999 efter Frank Baude.
På Kommunistiska Partiets kongress i januari 2014 avgick Anders Carlsson som partiordförande. Han efterträddes på partiledarposten av Robert Mathiasson.
Carlsson är fortfarande anställd av Kommunistiska Partiet och sitter i partistyrelsen men inte i det centrala arbetsutskottet. 
Carlsson blev registrerad som säkerhetsrisk av SÄPO första gången 1968 efter att ha anmält sig till en studiecirkel i marxism.